# Josef Košťálek
Josef Košťálek (* 31. August 1909 in Kročehlavy; † 21. November 1971) war ein tschechoslowakischer Fußballspieler und -trainer. Mit der A-Nationalmannschaft wurde er Zweiter der Weltmeisterschaft 1934.

## Spielerkarriere

### Vereine
Košťálek begann mit dem Fußballspielen bei SK Kročehlavy. 1929 wurde er von Sparta Prag verpflichtet, dem er seine gesamte Karriere über treu blieb, sieht man von seinen Jahren als Spielertrainer ab. Zunächst als Stürmer, dann als rechter Mittelfeldspieler eingesetzt, gewann Košťálek mit Sparta 1932, 1936, 1938 und 1939 die nationale Meisterschaft, 1935 den Mitropapokal.

### Nationalmannschaft
In der A-Nationalmannschaft debütierte Josef Košťálek am 11. Mai 1930, die ČSR gewann in Paris gegen die Nationalmannschaft Frankreichs mit 3:2; ihm gelang in der siebten Minute die 1:0-Führung.
1934 nahm er an der Weltmeisterschaft in Italien teil. Die Tschechoslowakei erreichte dabei das Endspiel, in dem sie dem Gastgeber mit 1:2 nach Verlängerung unterlag. Auch bei der Weltmeisterschaft 1938 in Frankreich war der Offensivspieler dabei. Allerdings scheiterten die Tschechoslowaken im Viertelfinalwiederholungsspiel an der Seleção. Im Auftaktspiel gegen die Nationalmannschaft der Niederlande, das 3:0 nach Verlängerung endete, hatte Košťálek sein zweites Tor im als Nationalspieler erzielt.
Sein letztes von insgesamt 43 Länderspielen bestritt Košťálek am 22. Oktober 1939 für die Nationalmannschaft von Böhmen und Mähren – in der Zeit des bis 1945 bestehenden Protektorat Böhmen und Mähren – in Prag beim 5:5-Unentschieden gegen die Nationalmannschaft der Ostmark.

## Trainerkarriere
Košťálek verließ nach dem Zweiten Weltkrieg Prag und wurde für eine Saison Spielertrainer bei Sparta Povážská Bystrica. Von 1946 bis 1951 hatte er dieselbe Position beim SK Rakovník inne. In der Spielzeit 1957/58 trainierte er SONP Kladno.